# Wappenausgabe 1850
Am 1. Juni 1850 erlangten mit der Wappenausgabe die ersten Briefmarken im Kaiserreich Österreich einschließlich der Länder der Ungarischen Krone, des Königreichs Lombardo-Venetien und Liechtensteins, das mit Österreich einen Postvertrag bis 1921 hatte, ihre Gültigkeit.

## Allgemeines

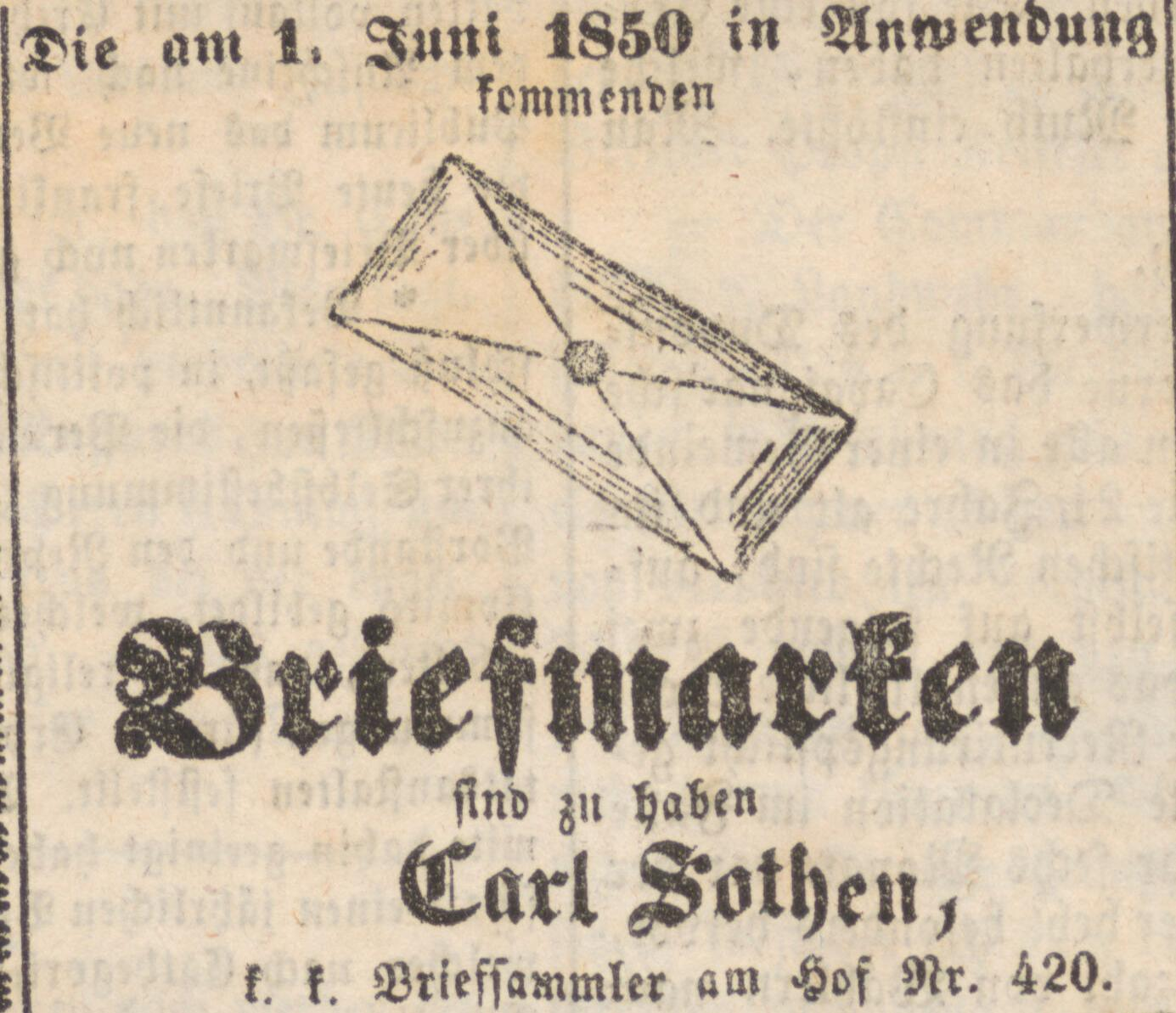
Anzeige über beginnenden Verkauf der Wappenausgabe

Es wurden fünf Marken zu einem, zwei, drei, sechs und neun Kreuzer herausgegeben, wobei die Bestände eines Wertes zu zwölf Kreuzer, anstelle des Wertes zu neun Kreuzer erst kurz vor dem 1. Juni 1850 fast komplett vernichtet wurden. Beim Verkauf kam es zu Anlaufschwierigkeiten:

„Die neue Einrichtung, die Briefe mit Marken zu frankiren, verursachte gestern im Postamte viel Verwirrung. Die Postbeamten hatten vollauf mit Ertheilung von Aufklärungen zu thun, und, dem Anscheine nach, wird es längerer Zeit bedürfen, bis das Publicum das neue Verfahren sich aneignet, da sehr vielen, die heute Briefe frankiren wollten, von den Bestimmungen über Briefmarken noch gar nichts bekannt war.“

Die erste österreichische Briefmarkenausgabe zeigte das österreichische Wappenschild und war ursprünglich als eine Übergangslösung gedacht. Die nächste Ausgabe sollte jedoch erst 1858 folgen.
Für das Lokalporto mussten Marken zu zwei Kreuzer verwendet werden. Je nach Entfernung und Lot (in Österreich meist 17,5 Gramm) kamen andere Tarife zum Einsatz. Der erste Portosatz bis einschließlich zehn Meilen (rund 75,86 km) wurde mit drei Kreuzer festgelegt, bis 20 Meilen waren Marken zu sechs Kreuzer und über 20 Meilen waren Marken zu neun Kreuzer zu verwenden. Für Briefe von ein bis zwei Loth musst man das doppelte und für zwei bis drei Loth das dreifache Porto zahlen. Drucksachen konnten günstiger aufgegeben werden und für Rekommandationssendungen wurde ein Zuschlag gerechnet.

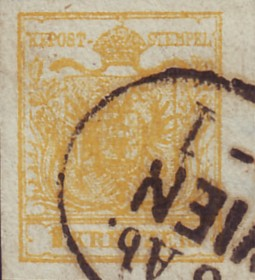
Wert zu einem Kreuzer
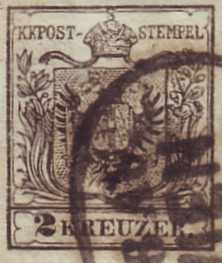
Wert zu zwei Kreuzer
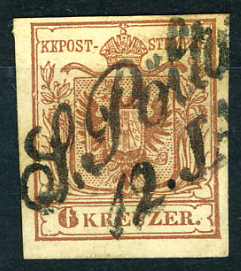
Wert zu sechs Kreuzer mit Abstempelung aus S. Pölten (Sankt Pölten)
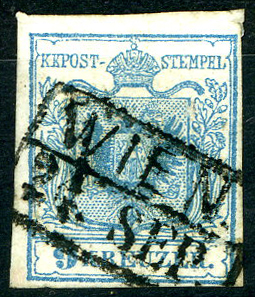
Wert zu neun Kreuzer mit Abstempelung aus Wien

Durch die Währungsänderung und Verabschiedung der Conventionsmünze (1 Gulden zu 100 Kreuzer statt wie bisher 60 Kreuzer) am 1. November 1858 wurden mit der Kaiserkopfausgabe 1858 neue Marken herausgegeben. Die Marken der ersten Ausgabe konnten mit dem neuen Wert bis 31. Dezember 1858 aufgebraucht werden.

### Ausgabe für Lombardei und Venetien
Für die ursprünglich zu Österreich gehörigen Gebiete Lombardei (bis 1858) und Venetien (bis 1866) wurden eigene Dauermarkenausgaben gedruckt, da die zum Kaiserreich Österreich, aber nicht zum Deutschen Bund gehörenden Gebiete Silberwährung, und nicht, wie das übrige Österreich, die schlechter wertende Papierwährung hatten.
Die Briefmarken entsprachen optisch den Ausgaben Österreichs, unterschieden sich aber in der Währungsangabe Centesimi bzw. Lira.

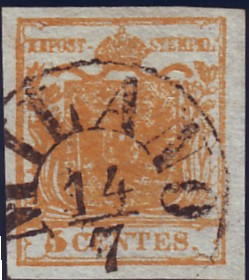
Wert zu 5 Centesimi
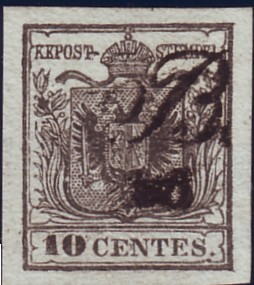
Wert zu 10 Centesimi
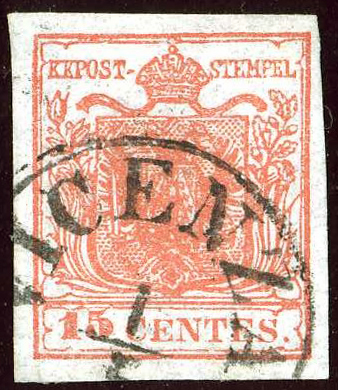
Wert zu 15 Centesimi
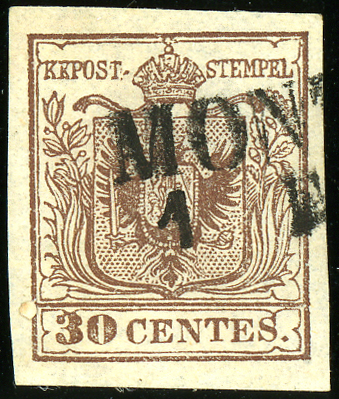
Wert zu 30 Centesimi
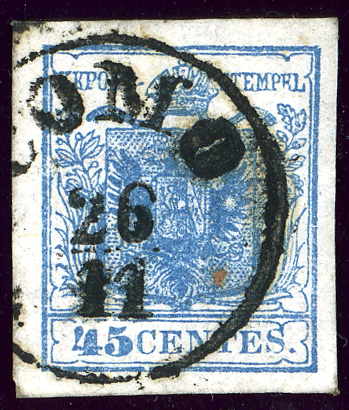
Wert zu 45 Centesimi

## Gestaltung und Ausführung
Die Wappenausgabe wurde zunächst 1850 auf handgeschöpftem, rau und uneben erscheinendem Papier, mit Bogenwasserzeichen und 1854 auch auf maschinell hergestelltem, glattem Papier ohne Wasserzeichen gedruckt. Sie war ungezähnt, Zähnungsversuche wurden jedoch bereits unternommen.

### Andreaskreuze

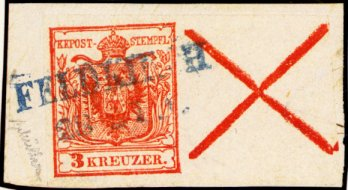
Wert zu drei Kreuzer mit Andreaskreuz

Bei den Briefmarkenbögen kamen auch Andreaskreuze zum Einsatz. Ein Druckbogen umfasste damals vier Schalterbögen zu je acht Zeilen und Spalten. Dies ergab also 64 Briefmarken pro Bogen. Zur damaligen Zeit legte man jedoch besonders darauf Wert, dass beim Kauf von mehreren Bögen (z. B. von Unternehmen) keine krummen Beträge entstehen. Deswegen kam man auf die Idee, die letzten vier Felder eines Bogens frei zulassen. Beim Kauf von sieben Sechs-Kreuzer-Bogen musste man dann beispielsweise nur 42 Gulden und nicht 44 Gulden und 48 Kreuzer bezahlen.
Das Freilassen der letzten vier Felder ergab jedoch ein neues Problem, das man mit der Einführung der Andreaskreuze löste. Die leeren Felder hätten nämlich für Fälscher ideal zum Herstellen von gefälschten Briefmarken benutzt werden können. Deshalb entschloss man sich dazu, sie durch den Aufdruck von Andreaskreuzen unbrauchbar zu machen. Die Andreaskreuze haben die jeweilige Farbe der Briefmarke und kommen in zwei verschiedenen Arten vor. Die Kreuze befinden sich immer in der letzten Zeile des Bogens und können entweder in der Mitte oder am linken oder rechten Rand platziert sein. Mit der Einführung des neuen Währungssystems 1858 (100 Kreuzer = 1 Gulden) wurden die Andreaskreuze nicht mehr gebraucht und abgeschafft.

### Typenunterschiede
Die Österreichische Postverwaltung beabsichtigte, diese Marken nur kurz in Verwendung zu haben. Da die Marken dann doch länger im Einsatz waren, bemerkte man bald Mängel am Markenbild, insbesondere beim Wappen und der Wertangabe, und es wurden Verbesserungen bei der Herstellungswerkzeugen gemacht, woraus sich heute drei Haupttypen erkennen lassen. Experten unterscheiden zudem noch bei jedem Einzelwert zusätzliche Unterarten, Wasserzeichenstellungen und auch Plattenfehler. Obwohl es nur fünf Werte dieser Ausgabe gibt, ist die Typenvielfalt sehr groß und es werden bei seltenen Stücken Höchstpreise bezahlt.

## Fälschungen
Bei diesen Ausgaben gab es die sogenannten Veroner und Mailänder Fälschungen zum Schaden der Post, die heute sehr selten, beliebt und daher wertvoll sind.

## Marktwert
Grundsätzlich ist diese erste Ausgabe Österreichs bei den Philatelisten sehr beliebt, da es sehr viele Druck-, Farben- und Papierunterschiede gibt.
Ein vollständiger ungebrauchter österreichischer Satz (1 bis 9 Kreuzer) dieser Ausgabe in den billigsten Varianten ist um etwa 2.000 Euro über Onlineauktionen privat zu erhalten. In gestempelter Ausführung werden rund 100 Euro gezahlt. Seltenere Typen oder Farben werden wesentlich höher gehandelt. Der nicht verausgabte und zum Großteil vernichtete Wert zu 12 Kreuzer ist nicht unter 10.000 Euro zu haben.
Die Wappenausgabe für Lombardei und Venetien (5 bis 45 Centesimi) in den billigsten Varianten ist ungebraucht um rund 4.000 Euro über Onlineauktionen privat zu erhalten, gestempelt um rund 100 Euro.
Von den Exemplaren gibt es Nachdrucke, die durch kräftigere Farben zu erkennen sind und teilweise günstiger zu haben sind.

## Liste der Ausgaben
Die Angabe der Auflagenzahl enthält sowohl die Ausgabe von Österreich, auch die Lokalausgaben von Lombardei und Venetien.
| Werte | Farbe   | Ausgabedatum     | Auflagenzahl | ANK-Nummer | Michel-Nummer |
| ----- | ------- | ---------------- | ------------ | ---------- | ------------- |
| 1     | gelb    | 1. Juni 1850     | 14.760.000   | 1          | 1             |
| 2     | schwarz | 1. Juni 1850     | 13.420.000   | 2          | 2             |
| 3     | rot     | 1. Juni 1850     | 107.420.000  | 3          | 3             |
| 6     | braun   | 1. Juni 1850     | 70.950.000   | 4          | 4             |
| 9     | blau    | 1. Juni 1850     | 70.720.000   | 5          | 5             |
| 12    | blau    | nicht verausgabt | ::           | I          | I             |